# 图林根公国
图林根公国是墨洛温王朝时期奥斯特拉西亚的东部边境领。约631年达戈贝尔特一世国王东征斯拉夫部落联盟（萨摩），于沃噶斯提堡战役中失利，遂建立边境领转为守势。卡洛林王朝时期图林根被重组，公爵由国王直接任命，直到908年图林根被萨克森公国吞并。从1111年/1112年开始图林根以伯爵领的形势成为神圣罗马帝国诸侯之一。

## 历史

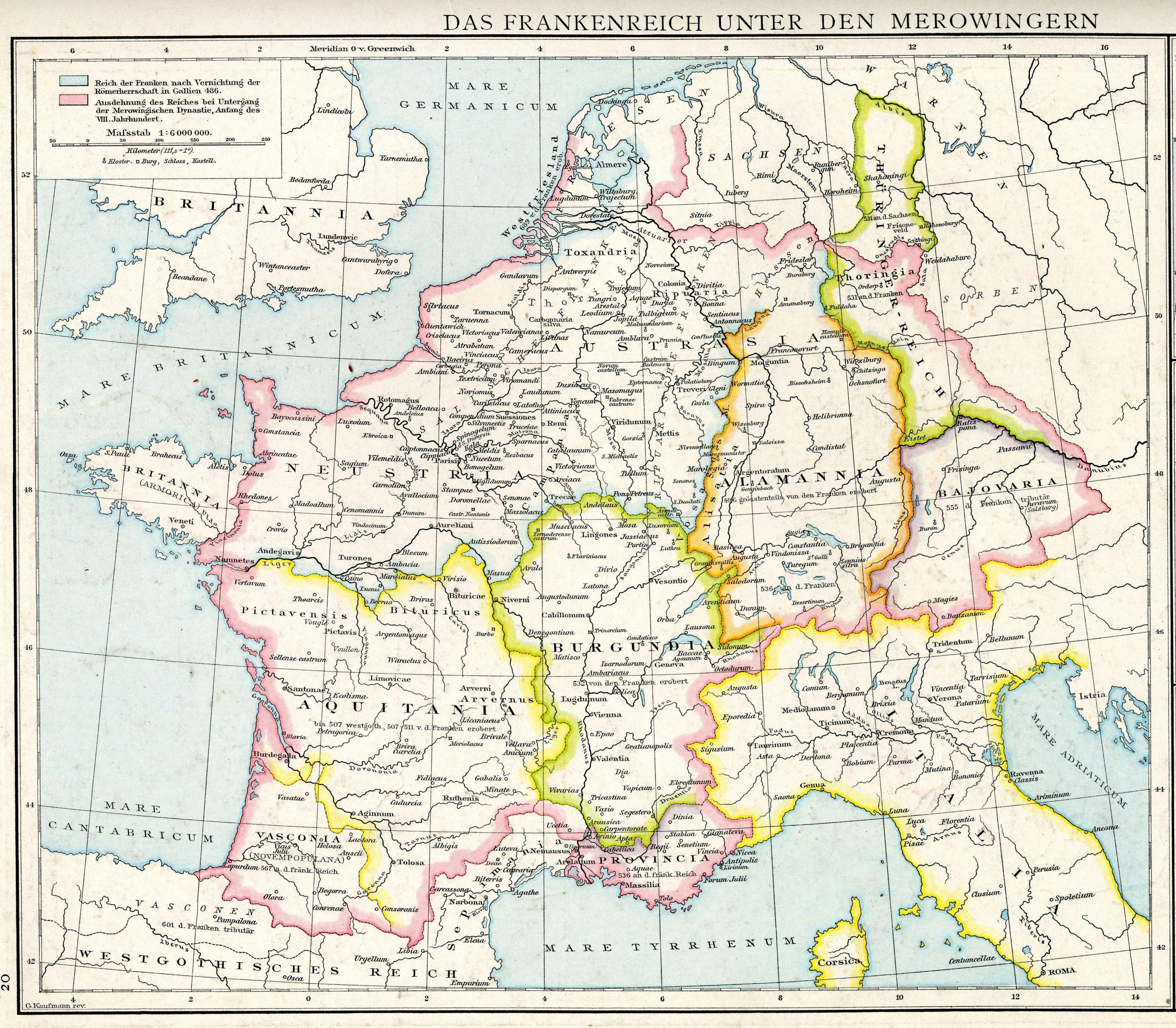
约486年的法兰克地图，图林根在东部

图林根曾经是一个独立的王国，建立于欧洲民族大迁徙时期：5世纪中期，中欧的匈人帝国开始衰退；454年尼达奥之战的溃败更让匈帝国土崩瓦解。比西努斯是有记载的第一个图林根国王，生活在大约500年，其统治的疆域包括美茵河以南的大片领土。其子赫尔曼纳弗利德娶东哥特狄奧多里克大帝的侄女阿玛拉波尔加为妻。在妻子的怂恿下，赫尔曼纳弗利德收买法兰克人攻击自己的兄弟，结果引狼入室。温斯特鲁特河附近的一场战斗过后，法兰克人夺取了图林根王座。法兰克国王提乌德里克一世更在曲尔皮希诱杀了赫尔曼纳弗利德，自此图林根完全沦陷。
图林根王国的领土被瓜分：哈茨山以北的地区被萨克森部落占领，法兰克人进驻美茵河以南的地区，萨勒河以东的地区落入波拉比安斯拉夫人手中。

### 墨洛温公国时期

法兰克帝国时期的图林根边境领

第一个史料记载的图林根公爵是一个叫拉杜尔夫的当地贵族，于7世纪30年代由达戈贝尔特国王亲自任命，统治法兰克人占领的原图林根王国领土。拉杜尔夫成功地将斯拉夫部落拦在萨勒河东边。然而弗雷德加编年史记载，胜利令拉杜尔夫变得目中无人，最终反而与斯拉夫人联手反叛继任的西吉贝尔特三世，甚至自立为图林根国王 。由于时任法兰克宫相老格里摩尔德派兵镇压失败，图林根的半自治地位得以维持下去，直到8世纪早期丕平家族兴起。717~719年图林根公爵希丹在与查理·马特的斗争中落败，图林根的自治终告终结。
849年图林根的东部组成索布边境领，归一名叫塔库尔夫的公爵管辖。边境领得名于与索布人的地区接壤，而不是由于索布人在边境领居住。历任索布边境领公爵都致力于在旧图林根公国的地域扩展势力，所以他们也被直接称为图林根公爵 。873年塔库尔夫去世后，其子拉杜尔夫继位，与此同时发生了索布人暴动。880年，国王青年路易将图林根转封给同族珀波。新任公爵在882年发动了对萨克森人的战争，次年又与弟弟伊基诺为了图林根的统治权大打出手，但结果不敌弟弟 。伊基诺886年去世后，珀波又卷土重来。892年阿努尔夫国王将图林根转封给了康拉丁家族的康拉德(年长者)。由于这次转封，康拉德所在的康拉丁家族和珀波所在的巴本堡家族结下了世仇。康拉德的统治没有持续很久，这多半是由于缺乏地方上的支持 。接替康拉德的是伯查德。文献记载903年他的称号为“图林根边境伯爵”。908年8月3日伯查德在抵御马扎尔人的入侵时阵亡（也有记录记载一位“前任公爵”伊基诺与伯查德一同阵亡） 。伯查德是最后一位图林根公爵，在他死后图林根被萨克森公国吞并 ，其子孙在913年被国王亨利一世驱逐。由于图林根人的独特性，中世纪图林根依然以伯爵领的形势存在。

### 伯爵领时期

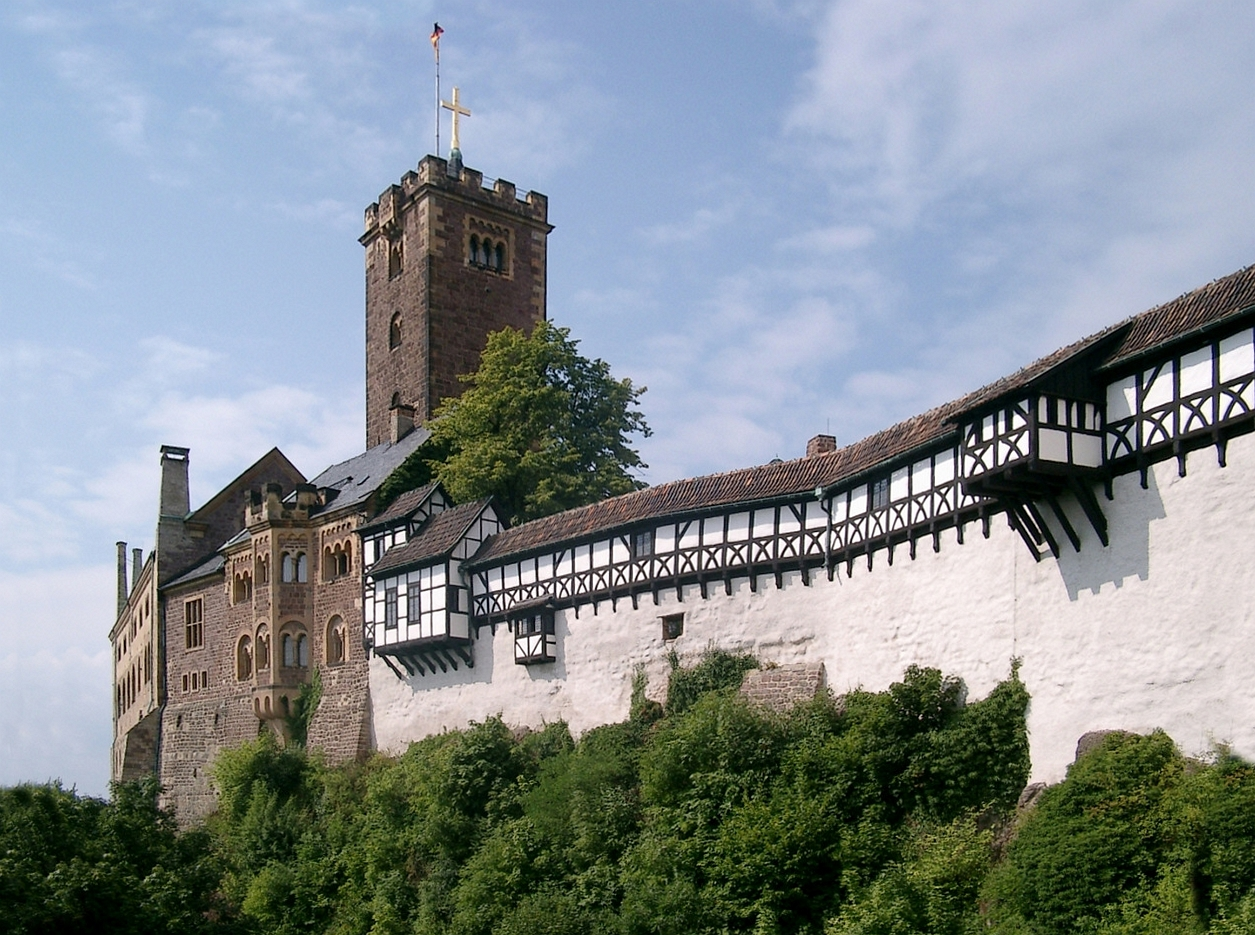
瓦爾特堡

13世纪神圣罗马帝国地图，图林根在中心地带。

10世纪德意志王国脱胎于东法兰克王国时图林根已不再是一个独立的公国，大片图林根的土地被魏玛伯爵和迈森边境伯爵所瓜分。中世纪编年史作家梅泽堡的梯特玛记载，迈森边境伯爵艾卡哈德曾被推举为“图林根公爵”，尽管这个头衔更多是荣誉性的。1002年艾卡哈德被刺杀以后，魏玛伯爵威廉成为了图林根地区在帝国议会中的代表。1111/1112年，温岑堡伯爵赫尔曼采用了“图林根边境伯爵”的头衔，这是图林根被萨克森吞并以后第一次以独立的头衔出现。然而由于在叙任权斗争中支持教宗他很快不得不放弃了这一头衔。
与此同时弗兰肯贵族跳跃者路德维希开始着手建造瓦尔特堡作为自己路德温家族的根据地。从其子路德维希一世开始，其家族世代领有图林根伯爵的头衔。路德维希一世娶古登斯贝格的海德薇希为妻，继承了图林根和黑森的大片领地。路德维希是时任国王洛泰尔二世的坚定盟友，对抗当时处于上升期的霍亨斯陶芬家族，因此于1131年受封图林根伯爵。通过在霍亨斯陶芬家族和韦尔夫家族之间摇摆，路德温家族始终没有丢掉这一头衔。
除瓦尔特堡之外，路德温家族还有诸多地产，例如伏里堡附近的诺因比格城堡，以及黑森的马伯格城堡。霍亨斯陶芬王朝时期是图林根的黄金时代，图林根一度成为中古高地德语文化的中心，以瓦尔特堡的歌唱比赛著称，另外天主教圣人，匈牙利公主伊丽莎白的事迹也发生在图林根。1221年图林根伯爵路德维希四世与其结婚之后，路德温家族一跃成为神圣罗马帝国中最显赫的家族之一。在这一时期，北豪森和米尔豪森成为了帝国自由城市，然而图林根最大的城市埃尔福特却由美茵茨總教區總主教管辖。图林根伯爵和条顿骑士团关系密切，后者在萨勒河东岸的地区，例如阿尔滕堡和施莱茨，
有数个骑士领，而图林根伯爵也在耶拿设有行政官。

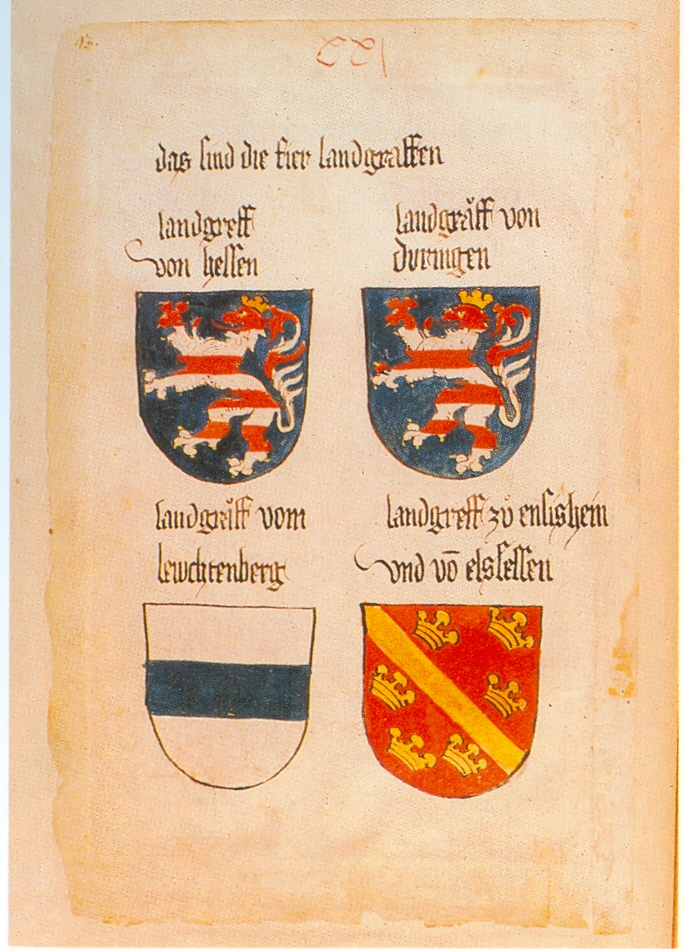
图林根伯爵和黑森伯爵的纹章， 纹章法典，约1459

亨利·拉斯普是最后一任图林根伯爵。1242年他被霍亨斯陶芬国王腓特烈二世任命为顾命大臣，辅佐其尚未成年的儿子康拉德。1246年腓特烈被教宗依諾增爵四世罢免，亨利则在美茵茨總教區總主教齐格飞三世和科隆總教區總主教康拉德支持下就任对立王。尽管有人质疑其统治的合法性，亨利还是在军事上打败了康拉德四世，随后在次年去世。亨利的遗产遭到了两位贵族的争夺：韦廷伯爵迈森的亨利三世，其外公为路德维希一世；以及布拉班特女公爵索菲，路德维希四世的女儿。二者的争夺引发了图林根继承战争。
1264年双方罢战，同意分割伯爵领：迈森的亨利获得了图林根的大部领土并占有图林根伯爵头衔，但黑森从图林根独立出去，成为黑森伯爵领，划归索菲的儿子亨利。1382年统治图林根的迈森边境伯爵迈森的腓特烈三世去世，其继承人在开姆尼茨开会分割了其遗产，图林根被划给巴尔塔萨。1440年图林根伯爵腓特烈四世去世，他的两个侄子萨克森选侯腓特烈二世和威廉三世在阿尔滕堡商议划分其遗产，结果谈判破裂，引发了萨克森阋墙战争。战争以两败俱伤告终，图林根划分给威廉，但威廉一生无子。腓特烈的儿子恩斯特继承了图林根并再次统一了韦廷家族的领地。1485年莱比锡条约签订后，图林根和其他韦廷领地一样，被恩斯廷分支和阿伯廷分支瓜分。

## 统治者
见：图林根统治者列表

## 扩展阅读
- Gerd Tellenbach的。 Königtum und Stämme在德Werdezeit des Deutschen Reiches的。 资源Studien und zur Verfassungsgeschichte des Deutschen Reiches在Mittelalter und Neuzeit，第一卷。 7,pt。 4. 魏玛，1939年。